# Буштыно
Бушты́но (укр. Буштино), до 1995 года — Бушты́на (укр. Буштина) — посёлок в Тячевском районе Закарпатской области Украины. Административный центр Буштынской поселковой общины.

## История
Основано в 1357 году.
В 1373 году венгерский король Людовик I подарил Буштыну сыновьям румынского воеводы Балка Ивану и Драге. В документах 1389 года она упоминается как собственность трансильванского царя Драга, а в 1480 году — как владение феодала Бертолона Драгаря. В XIV—XV веках в селе проживало украинское и венгерское население. По правовому положению оно сначала было свободным, занималось земледелием и животноводством, выпасая овец и крупный рогатый скот в долинах, принадлежавших общине. Постепенно земли крестьян захватывались феодалами, в начале XVII века они стали зависимыми от правителя Хустского замка и Костелевского казённого владения. По переписи 1715 года в Буштыне находилось 25 сельских хозяйств (22 венгерских и 3 украинских семьи).
В 1872 года через поселение прошла железная дорога, соединившей его с Чопом, Ужгородом, Будапештом.
Малодоступным было медицинское обслуживание. На 14 окрестных сел был только 1 врач.
В селе работали две церковноприходские школы, которые давали только начальное образование. В одной из них (украинской) обучалось 180 детей.
В начале XX в. Буштино было типичной Верховинской деревней. Избы строились из дерева, в сруб, покрывались соломой, частично дранкой. Одежду буштынцы носили из домотканого полотна и сукна. Традиционной частью одежды оставался петек, изготавливавшийся из овечьей шерсти.
С 1919 года по март 1939 года Буштыно подчинялось Чехословацкой республике. В этот период в селе работали мельницы и электростанция, деревообрабатывающая фирма, начальная школа, «Просвита», издавалась газета «Карпатская правда».
17 марта 1939 года Буштыно был оккупирован венгерскими войсками. Были арестованы десятки жителей: Мочар В. И., Гичко Ю. И., Ференц П. Ю., Лукач И. М. на каторжные работы в Германию был отправлен 81 буштынца.
С приходом Красной Армии в её рядах воевали 54, а в Чехословацком корпусе — 84 жителя села.
Сразу после" освобождения 24 октября 1944 года буштынцы избрали сельский народный комитет в составе 20 человек. Председателем его стал В. И. Мочар, заместителем-М. Томаш. В состав Народного комитета вошли М. Миговк, М. Дуйчак, П. Лазорко, Д. Дрос. Начальником дружины (милиции) был избран И. Пуга.
Комитет ведал распределением зерна и земли, обеспечением крестьян продуктами, топливом, организацией рабочей силы, восстановлением разрушенных мостов, путей, ремонтом школы, работой местного кооператива.
Комитет послал на первый Съезд народных комитетов Закарпатской Украины Ливринца И. В., Дуйчака М. М., Кузьменко В. М.
По случаю принятия Закарпатья в состав Украины 1 июля 1945 года в селе состоялся митинг, на котором выступил председатель комитета И. Лукач, учительница О. Орос и секретарь местной организации Союза молодежи М. Соломонка.
Народный совет национализировал леса и предприятия Буштынской лесной дирекции, пахотные земли и пастбища.
С 1957 года-поселок городского типа.
В советское время здесь действовал консервный цех Тересвянского соко-винного завода.

## Население
В январе 1989 года численность населения составляла 8147 человек.
По состоянию на 1 января 2013 года численность населения составляла 8643 человек.

### Языковой состав
Родной язык населения по данным переписи 2001 года:
| Язык       | Численность, чел. | Доля     |
| ---------- | ----------------- | -------- |
| Украинский | 7 976             | 93,77 %  |
| Венгерский | 308               | 3,62 %   |
| Русский    | 185               | 2,17 %   |
| Другое     | 37                | 0,44 %   |
| Итого      | 8 506             | 100,00 % |

## Транспорт
В 2021 году завершено строительство Буштынского моста, строительство которого начали в 2006 году, а в 2013 приостановили работы из-за отсутствия финансирования.

## Спорт
В Буштыно есть своя футбольная команда «Тиса», которая играет в первой лиге Закарпатской области.

## Музей
Действует "региональный музей этнографии сел низовья реки Теребля, в котором собрана уникальная коллекция древней одежды, предметов ткачества и вышивки, а также бытовые вещи, использовавшиеся крестьянами Тереблянской долины в конце XIX — начале XX века.

## Туристическая информация
- В 1911 году в окрестностях Буштыно найдено сокровище золотых украшений, в состав которого входило 11 подвесок и 2 браслета. Сокровище датируется ранним железным веком.
- Храм св. Петра и Павла. 1903.
- Часовня Благовещения пресвятой Богородицы. 1903.
- Парки и участки

## Известные люди
- Алина Паш (род. 1993) — украинская певица, рэп-исполнительница, финалистка шестого сезона вокального шоу «X-фактор». Победительница украинского национального отбора на конкурс песни «Евровидение-2022».